# 雨無村役場産業課兼観光係
『雨無村役場産業課兼観光係』（あめなしむらやくば さんぎょうか けん かんこうがかり）は、岩本ナオによる日本の漫画作品。

## 概要
『凛花』（小学館）にて初号（2007年6月発売）から第9号（2010年1月発売）まで9話が連載された。単行本は全3巻。当初は全3回連載の予定だった。大学を卒業し、地元・山岡県雨無村の役場に就職した銀一郎が村おこしのために奮闘する様子と恋模様を描く。同作者による『Yesterday, Yes a day』も本作と同じく雨無村を舞台としている。
雨無村について、作者は岡山県の灘崎町（現・岡山市南区）役場へ取材へ訪れている。また、作中に登場する桜の大木は、岡山市南区奥迫川の「大山桜」（岡山県天然記念物指定）がモチーフになっている。

## 登場人物

### 主要人物
春野 銀一郎（はるの ぎんいちろう）
東京の大学を卒業後、雨無村役場に就職、産業課主事に任命される。村に観光資源を作りたいと願う。周りからは「銀ちゃん」と呼ばれる。大学の頃に付き合っていた恋人とは別れるが、帰省してからはメグのことを好きになる。
春野 澄緒（はるの すみお）
銀一郎より4歳年下。ボンボンでイケメン、村のアイドル的存在。コンビニでバイトをしている。昔から女の子が苦手。東京へ行った際、銀一郎に「好きだ」と告白したまま姿を消し、その後突如俳優デビューが決まる。
谷 恵（たに めぐみ）
通称：メグ。地元の給食センターに勤めるぽっちゃり系の女の子。言葉遣いは荒いが、料理上手で面倒見が良く、女の子らしいところもある。俳優の駒夫木君の大ファンで、しばしば東京へ舞台を見に行く。澄緒のことが好き。

### 雨無村役場産業課職員
春野 光一（はるの こういち）
課長。
山中（やまなか）
課長補佐。男性。
春野 勇樹（はるの ゆうき）
主幹。
竹村（たけむら）
係長。女性。
谷 タマ子（たに タマこ）
係長。メグの母親。10年間戸籍係をしていたが、現在は産業課。
小早川（こばやかわ）
主事。男性。
川上（かわかみ）
主任。男性。

### その他の村人
三竿（みさお）
役場の住民課に勤める女性。夫と子供がいる。
八又（やつまた）
猟友会所属。子供たちに「わし出没注意」と言ってからかっている。元・銀行の支店長。
春野 カズエ（はるの カズエ）
役場によく来る女性。
春野 勝代（はるの かつよ）
銀一郎の母親。最近視力が落ちてきた。
谷 龍也（たに たつや）
メグの弟。16歳でできちゃった結婚をし、高校も中退した。とても17歳には見えない出で立ち。
マユ子（マユこ）
メグの高校の同級生。ぽっちゃり・巨乳で血色が良い。メグが銀一郎に紹介したが、偶然やって来た澄緒に一目ぼれしてしまう。
春野 サヨコ（はるの サヨコ）
澄緒の母親。澄緒が戻って来なくなったのは銀一郎のせいだ、と詰め寄る。
村長
雨無村の村長。大型ショッピングセンター「ミャスコ」誘致の話が消え、落ち込んでいる。

## 書誌情報
岩本ナオ 『雨無村役場産業課兼観光係』 〈小学館・フラワーコミックスα〉 全3巻
1. 2008年8月10日発売、ISBN 978-4-09-131680-6
  1. 「1年目・春」 - 「2年目・春」（4話）
  2. 『in高齢化社会』収録。
2. 2009年10月10日発売、ISBN 978-4-09-132627-0
  1. 「2年目・夏」 - 「2年目・冬」（3話）
  2. 『しだいに明るむ君の暁』（前・後編）収録。
3. 2010年4月9日発売、ISBN 978-4-09-133179-3
  1. 「3年目・春」・「桜祭り」（2話）
  2. 『チマチマの贈り物』『やがてキラキラ』『美人薄命かもしれん』収録。